# Kostel svatého Martina (Nejdek)
Kostel svatého Martina je římskokatolický neorientovaný farní kostel v Nejdku v okrese Karlovy Vary v Karlovarském kraji. Jedná se o typickou ukázku rustikální barokní architektury. Od roku 1964 je kostel chráněn jako kulturní památka.
V bezprostřední blízkosti kostela stojí socha svatého Jana Nepomuckého z roku 1710 a barokní sloup se sousoším Nejsvětější Trojice z roku 1717. Obě sochařská díla jsou rovněž památkově chráněna.

## Historie
Současnému kostelu předcházel gotický kostel, který nechal postavit Petr Plik někdy v letech 1341–1354. Ve velkém lenním listu Petra Plika od Jana Lucemburského ze dne 20. září 1341 není ani přes velmi podrobný výčet všeho majetku, žádná zmínka o kostele. Píše se jen o hradu Neudek. V tzv. Erekčních knihách (Libri erectionum) pražské arcidiecéze z 24. července 1354 se naproti tomu praví o ustavení faráře, což předpokládá existenci farnosti. Tu tvořil hrad Nejdek a okolní osady, město Nejdek tehdy ještě neexistovalo, byla to pouhá hornická osada. O živobytí nejdeckých horníků se staraly vesnice Suchá a Heřmanov, obě uvedené v  z roku 1341. Protože nejdecký farní kostel již roku 1354 existoval, avšak v roce 1341 ještě není zmiňován, lze dovodit, že byl vybudován v letech 1341–1354.
Kostel později přestavěli a zvětšili Šlikové, kteří drželi nejdecké panství v rozmezí let 1446–1602. V nejstarších dobách byl u kostela hřbitov, již před rokem 1600 přemístěn na nové místo. O existenci starého hřbitova svědčí nález četných kosterních pozůstatků při pracích na vodovodu roku 1909.
Stará listina faráře Kirchnera uvádí, že roku 1513 byl vnitřek kostela obnoven a na strop zapsán letopočet 1513. Církevní záznamy byly v letech 1562–1624 vedeny výhradně evangelickými pastory. Poté, co byl evangelický farář Valentýn Löw z Adorfu v roce 1624 vyhnán císařskými vojáky, byly křty a všechny farní úkony po dva roky vykonávány střídavě učitelem, porodní bábou, děkanem z Lokte a farářem z Chodova. Toto provizorium skončilo, až když loketský děkan dosadil nejprve faráře Leonarda Löfflera a dne 9. listopadu 1627 faráře Jiřího Brauna. Po saském vpádu roku 1631 musel farář Braun uprchnout a uvolnit místo evangelickému pastoru Zachariáši Adlerovi. Vrátil se však 11. srpna 1632 poté, co císařské pluky Sasy znovu vytlačily. Brzy nato však zemřel, pravděpodobně v prosinci na mor, který zde tehdy řádil. 
V letech 1641 až 1661 byl farářem páter Jiří Lanka, cisterciák z Plas. Ten se zde zpočátku zdržoval jen občas, od roku 1648 zůstal v Nejdku trvale. Na jeho podnět byl v roce 1648 zakoupen z církevních prostředků dům nad kostelem i se zahradou a zřízena v něm církevní škola. V době jeho působení byl roku 1656 pořízen velký zvon od manželky hraběte Humprechta Černína. Jan Jakub Langer, který zde byl farářem od roku 1708 do roku 1733, založil roku 1709 škapulířové bratrstvo a postaral se o obnovu farního kostela. Ta se provedla roku 1711, kdy byl kostel nově zastřešen šindeli. Roku 1726 byla z církevních prostředků znovu postavena fara, která hrozila zřícením. K nejdecké faře patřily také čtyři kaple. První byla Křížová kaple na starém hřbitově, druhou nemocniční kaple, třetí zámecká kaple. Tou poslední byla kaplička na Boží louce, v místech, kde je dnes Bernovský rybník. K poslední zásadní přestavbě kostela do současné podoby došlo v letech 1755–1756, při které byl kostel o více než polovinu zvětšen. Byl změněn půdorys i orientace kostela. Původní orientace hlavního oltáře směřující k východu se změnila na severovýchodní.

## Stavební podoba
Jednolodní zděný barokní kostel obdélného půdorysu stojí na místě původního kamenného gotického kostela.
Na loď navazuje stejně široký, kruhově uzavřený presbytář, k němuž je připojena sakristie. Stěny lodi člení pilastry s kompozitní hlavicí, nesoucí průběžnou zalamovanou římsu. Loď prosvětluje pět párů obdélníkových oken. Dvě stejná okna prosvětlují presbytář. Průčelí patrové sakristie je členěno lizénovými rámy, nároží jsou zaoblená. Okna v sakristii a oratoři jsou obdélníková se šambránami.
Kostel má sedlovou střechu, v závěru valbovou. Původní střecha měla břidlicovou krytinu, současná je plechová. Nad presbytářem se zvedá polygonální sanktusník, na vrcholu zakončený bání. Západní průčelí je uzavřeno štítem se segmentově zvednutou římsou. Hlavní průčelí kostela se zvednutou římsou se nachází na jihozápadní straně kostela. Je členěno pilastry a završeno lichoběžníkovým štítem se středovou nikou se sochou Krista.

## Interiér

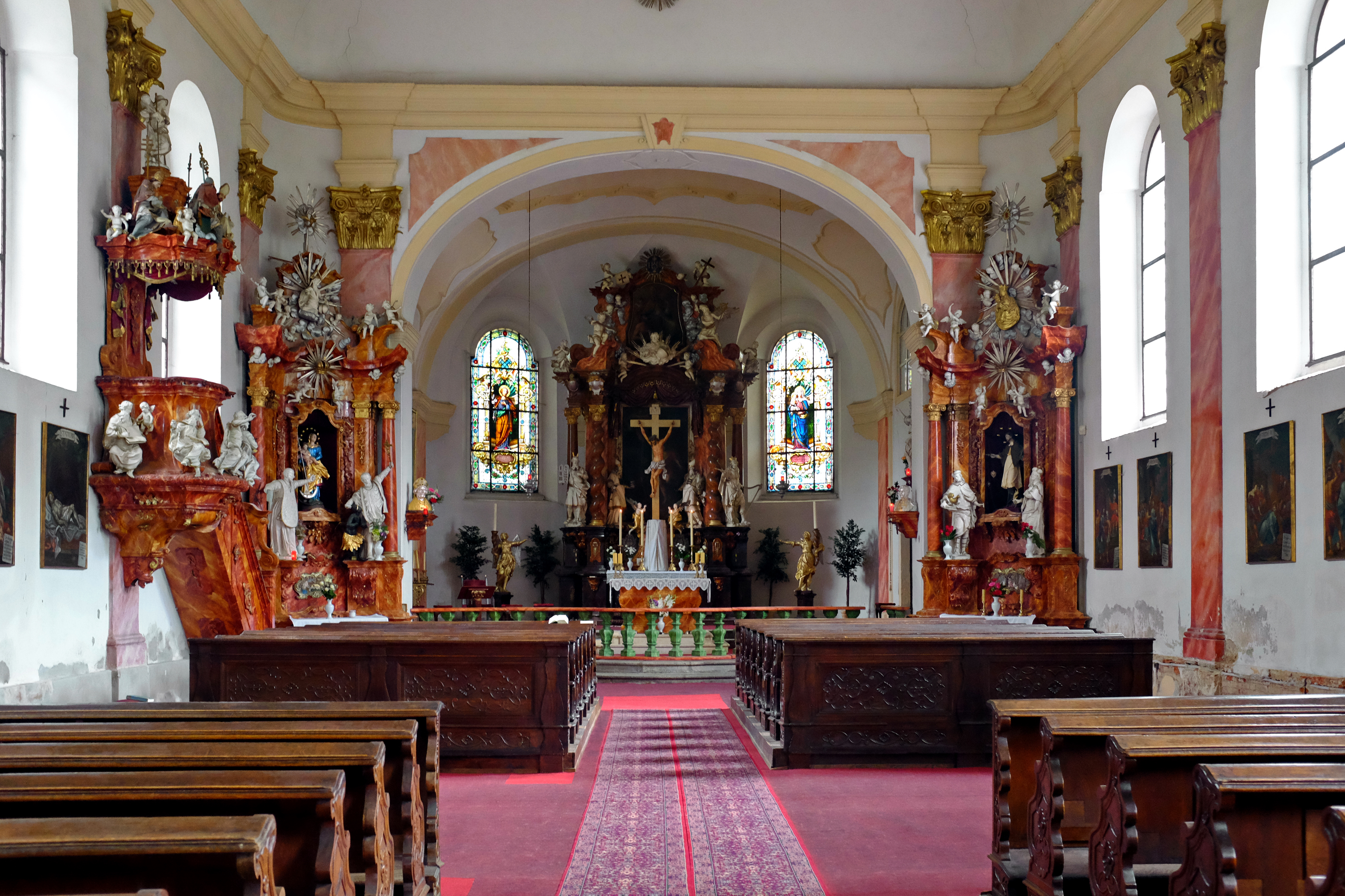
Interiér kostela

Presbytář kostela je zaklenut plackou s konchou, rovněž v kněžišti je placková klenba. Sakristie je zaklenuta valenou klenbou radiálními výsečemi. Loď kostela je plochostropá, nachází se v ní patrová kruchta.
Do lodi byl umístěn renesanční náhrobník s nečitelným nápisem. Patrně se jedná o hraběte Kryštofa Šlika, pohřbeného v kryptě kostela roku 1578.
Na kůru jsou varhany, které byly postaveny roku 1778. V roce 1906 byla jejich mechanická část vyměněna, přičemž hlasové rejstříky a celý prospekt (skříň) byly použity ze starých varhan.
Z doby přestavby v letech 1755–1756 pochází převážná část vnitřního rokokového zařízení kostela.

### Oltáře
U hlavního oltáře stojí sochy Mojžíše, Melchisedecha, Arona a Davida. Obraz na oltáři představuje Abraháma při obětování Izáka a nad ním byl malý obraz svatého Martina. Tento oltář byl kolem roku 1779 přivezen z Prahy ze zrušeného kláštera servitů na Starém Městě. V presbytáři byly vedle hlavního oltáře dva postranní oltáře. Jeden pocházel z bývalé nejdecké nemocnice a byl vybaven obrazem Korunování Panny Marie. Druhým byl oltář Srdce Ježíšova. Tyto dva oltáře již v kostele nejsou, byly odstraněny po druhé světové válce. Hlavní oltář je zasvěcen svatému Martinovi. Boční oltáře jsou bohatě zdobené řezbářskými pracemi. Na levé straně kostela stojí dnes boční oltář Panny Marie Bolestné, původně se sochami svatého Jáchyma a svaté Anny, nyní jsou na jejich místě sochy svatého Ignáce a Františka Xavera. Na protější straně je oltář svatého Jana z Nepomuku se sochami svaté Ludmily a svatého Víta.

### Náhrobky
V kryptě je cenný renesanční náhrobek hraběte Kryštofa Šlika, který byl pohřben v kostele. V hrobkách kostela byli pohřbeni následující osobnosti:
- 1578: hrabě Kryštof Šlik
- 1583: hrabě Lorenc Šlik
- 1603: Wolf Kašpar Colonna svobodný pán z Felsu
- 1608: slečna Anna Barbora baronka z Felsu
- 1614: Bedřich Kašpar Colonna svobodný pán z Felsu
- 1623: Kašpar Colonna svobodný pán z Felsu
- 1623: paní Margarete Thieselová z Daltitz
- 1628: slečna Eufémie z Haslova na Kirchbergu
- 1654: paní Anna Marie Haslovská z Haslova u Thierbachu, rozená Salwartová
- 1661: šlechtic Jiří Haslovský z Haslova u Thierbachu
- 1667: páter Anton Melem
- 1720: paní Regina Ecklerová
- 1733: páter Johann Jakob Langer
- 1735: páter Karel Josef Ertl
- 1736: Adam Ludvík hrabě z Hartigu
- 1743: kaplan páter Johann Hahn
- 1761: páter Anton Ignaz Kirchner
- 1779: páter Karel Eisenkolb